# کارولین تورپ
کارولین تورپ (انگلیسی: Caroline Thorpe؛ زادهٔ ۲ اوت ۱۹۸۱) بازیکن فوتبال اهل جمهوری ایرلند است.
از باشگاه‌هایی که در آن بازی کرده‌است می‌توان به تیم فوتبال زنان آرسنال اشاره کرد.
وی همچنین در تیم ملی فوتبال زنان جمهوری ایرلند بازی کرده‌است.